# Chorebus merellus
Chorebus merellus är en stekelart som först beskrevs av Nixon 1937.  Chorebus merellus ingår i släktet Chorebus och familjen bracksteklar. Arten är reproducerande i Sverige. Inga underarter finns listade i Catalogue of Life.